# 勞倫斯·福克斯
勞倫斯·福克斯（Laurence Paul Fox，1978年5月26日—）是英國的一位演員、詞曲作家和吉他手。他最著名的作品是在英國電視劇《Lewis》中飾演James Hathaway角色。